# YesCymru
YesCymru é uma organização não partidária galesa cujo principal objetivo é obter a independência do País de Gales para melhorar o governo do território.
Estima-se que YesCymru tenha mais de 7.000 afiliados em todo o território. A organização apóia as atividades de indivíduos e grupos que buscam promover a causa da independência galesa, e dá as boas-vindas a qualquer membro que persiga esse objetivo, independentemente de sua origem e posição social.

## História
A organização foi formada em 2014 e sua existência foi divulgada em 20 de fevereiro de 2016 em Cardiff.
Em maio de 2019, YesCymru organizou a primeira Marcha da Independência de Gales em Cardiff. Segundo os organizadores, cerca de 3.000 pessoas participaram. Entre os palestrantes estava Adam Price, líder do Plaid Cymru.
Outra marcha aconteceu em Merthyr Tydfil em 7 de setembro de 2019, com o jogador de rugby Eddie Butler, o jogador de futebol Neville Southall e a cantora Kizzy Crawford como participantes.

### Galería fotografica

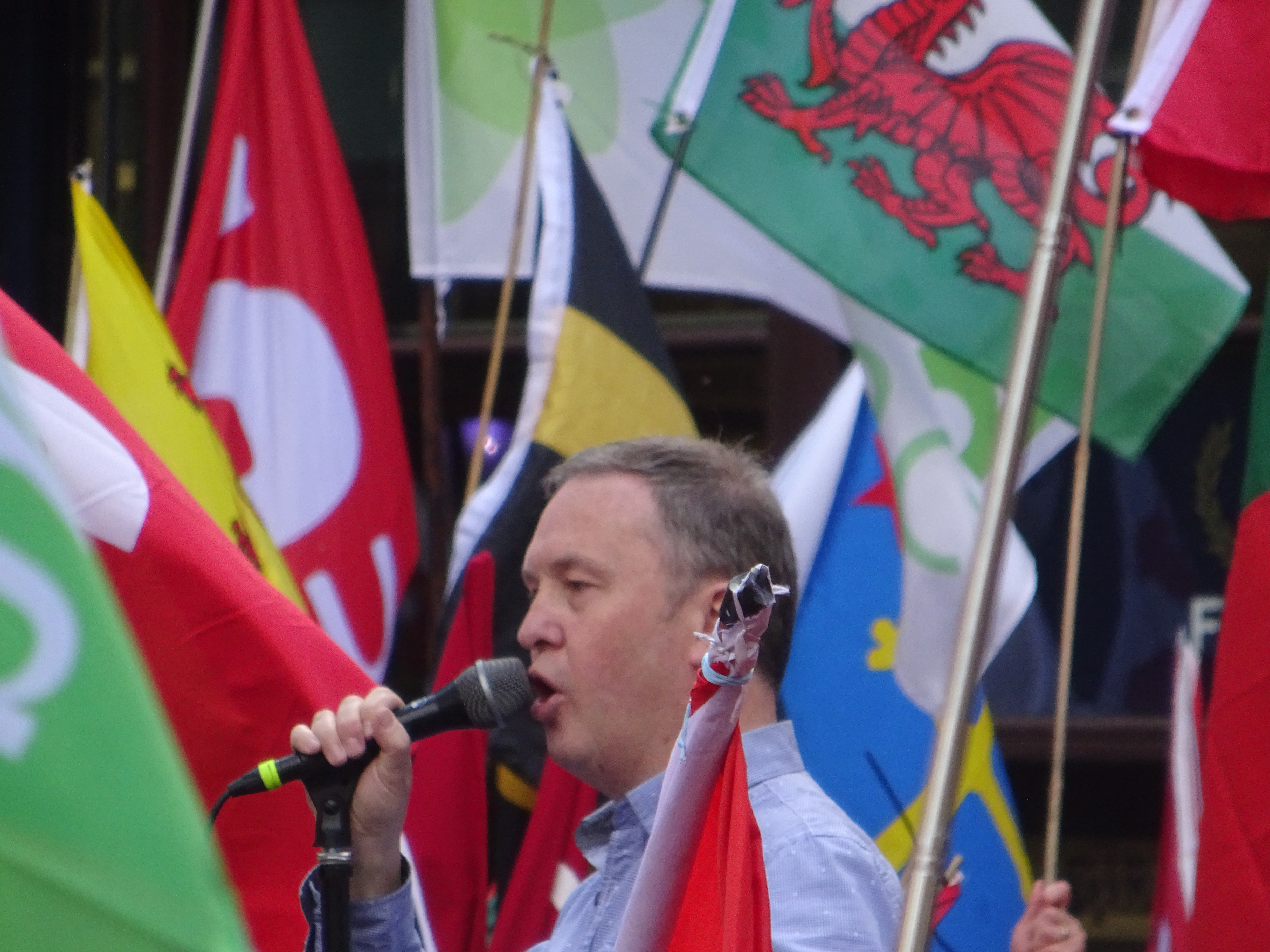
O líder Siôn Jobbins, durante uma das marchas de 2019.